# 爪部
爪部，為漢字索引中的部首之一，康熙字典214個部首中的第八十七個（四劃的則為第二十七個）。在傳統漢字與中文簡化字中，其都被歸為四劃部首。爪部通常是從上、左、右方均可為部字。且無其他部首可用者將部首歸為爪部。

## 部首單字解釋
1.ㄓㄠˇ，①覆手向下拿東西。見說文。②手、腳指甲的通稱。③動物的腳趾或指甲。④器物基座的部分。
2.ㄓㄨㄚˇ，爪子，鳥獸有尖甲的腳趾。

## 字形

甲骨文
金文
大篆
小篆

## 名稱
- 漢語：爪部　（拼音：zhǎobù　注音：ㄓㄠˇ ㄅㄨˋ）
- 日語：
- 朝鲜語：

## 字体具體差別
印刷體的「爫」的最左一個筆劃，根據地域的不同會有明顯的差異，如手寫體、中國的新字形、香港的常用字字形表、臺灣的國字標準字體和印刷體都是使用一點；而康熙字典和中國印刷體、日本、韓國都是使用一撇；最右一個筆劃，中國的新字形、香港的常用字字形表、臺灣的國字標準字體都是使用一撇；而康熙字典和中國印刷體、日本、韓國都是使用一點。
| 中國傳統手寫體 | 中國傳統印刷體 |
| -------------- | -------------- |
| 爫             | 爫             |

注意：閣下瀏覽器顯示文字未必正確

## 字例
| 除部首外之筆劃 | 字例 -{     |
| -------------- | ----------- |
| 0              | 爪爫        |
| 4              | 㸒㸓𤓺爬爭  |
| 5              | 爮爯𤔅爰    |
| 6              | 爱          |
| 7              | 㸔          |
| 8              | 𤔛爲        |
| 9              | 𤔡          |
| 10             | 㸕爳        |
| 11             | 噕爴        |
| 12             | 𤔯          |
| 13             | 𤔷          |
| 14             | 爵𤔻𤔽𤔾 }- |